# Minnesota Fats: Pool Legend
Minnesota Fats: Pool Legend est un jeu vidéo de billard sorti en 1995 sur Mega Drive et Saturn. Le jeu a été développé et édité par Data East.